# Scatophilie

La coprophilie (du grec κόπρος kópros « excrément » et φιλία philía « amour (profond) »), également et plus communément nommée scatophilie, est une paraphilie impliquant un plaisir sexuel avec des excréments,. Dans le Manuel diagnostique et statistique des troubles mentaux (DSM-IV-TR) de l'Association américaine de psychiatrie, elle est classifiée sous le code 302.9 dans la section « Paraphilies non spécifiées » et ne possède aucun critère de diagnostic autre qu'une explication généralisée.

## Pratique de la scatophilie
La scatophilie est parfois pratiquée dans des rapports BDSM.  Bien qu'il n'y ait pas de connexion directe entre la scatophilie et le BDSM, une étude de 164 hommes en Finlande fréquentant deux clubs SM a révélé que 18,2 % des participants ont participé à des actes apparentés à la scatophilie ; 3 % comme dominants, 6,1 % comme soumis et 9,1 % comme les deux. 18 % des hétérosexuels et 17 % des homosexuels de l'échantillon ont déjà pratiqué des activités sexuelles impliquant la scatophilie, les résultats ne montrant aucune différence statistique significative entre les deux groupes d'hommes.

## Scatophilie et santé
La pratique de la scatophilie présente un risque de transmission du virus de l'immunodéficience humaine (VIH), renforcée en cas de lésions de la muqueuse rectale ou intestinale du donneur. La transmission d'autres maladies et de germes est aussi possible.

## Dans l'art et la culture populaire
- Dans Salò ou les 120 Journées de Sodome, film de Pasolini, notamment au cours du 2e tableau, intitulé Girone della Merda, les 4 notables font manger à leurs victimes leurs excréments et se baignent dedans.
- Dans South Park, le film, les quatre garçons regardent une vidéo sur Internet dans laquelle un Allemand défèque sur la mère de Cartman.
- Dans Team America, police du monde, Gary urine sur Lisa lors de rapports sexuels. En retour, Lisa défèque sur Gary.